# ملاذ خارج أسوار ديميتر وبيرسيفوني في شحات ، ليبيا
تقع محمية ديميتر وبيرسيفوني الخارجية في شحات ، ليبيا على هضبة ساحلية لليبيا ، خارج حدود المدينة (خارج الحدود). في حوالي 630 قبل الميلاد استعمر اليونانيون من جزيرة ثيرا قورينا. قام المستعمرون اليونانيون الآخرون بعد فترة وجيزة من زيادة عدد السكان ، وبالتالي تحويل القيرواني إلى ما كان يعتبر أكبر وأغنى مستعمرة يونانية في شمال إفريقيا. بدأت الحفريات الأثرية في محمية ديميتر وبيرسيفوني الخارجية لشحات ، والمعروفة أيضًا باسم كور ، ابنة ديميتر والملكة الأسطورية للعالم السفلي وزوجة هاديس ، في عام 1969 تحت رعاية جامعة ميشيغان. بين عامي 1973 و 1981 ، واصل متحف الآثار والأنثروبولوجيا بجامعة بنسلفانيا أعمال التنقيب في برقة تحت إشراف البروفيسور دونالد وايت (أمين المتحف الفخري ، قسم البحر الأبيض المتوسط). بعد تجديد العلاقات بين ليبيا والولايات المتحدة في عام 2004 ، مُنح مشروع برقة الأثري (CAP) ، تحت إشراف الأستاذة سوزان كين من كلية أوبرلين ، الإذن باستئناف أعمال أسلافه.
ترتفع أراضي محمية ديميتر وبيرسيفوني ، والتي تضم معبدًا ومجمعًا مسرحيًا ، على شرفات عبر منحدر واد ، وتحديداً وادي بلقادر ، جنوب غرب المدينة المحاطة بالأسوار. يتألف الحرم من هياكل ممتدة على مدى عشرين ميلاً ومقسمة إلى ثلاثة هياكل أساسية: المحميات الدنيا والوسطى والعليا.  تمتد البقايا الأثرية للمجمع المحاط بسور إلى ما يقرب من 850 عامًا من النشاط الديني ، والتي يرجع تاريخها إلى كاليفورنيا. 600 ق.م حتى منتصف القرن الثالث الميلادي. خلال فترة هذا النشاط المقدس في الحرم ، تراكمت كمية ضخمة من المواد النذرية في داخله: الفخار والمصابيح والعملات المعدنية والنحت على الحجر والمجوهرات والنقوش والزجاج وكذلك التماثيل البرونزية والتراكوتا. إن الفخار الذي تم التنقيب عنه في الحرم يوفر أدلة مفيدة فيما يتعلق بكل من مسألة تأسيسه ونوع النشاط الديني. 

## بنيان
توضح جميع المواقع الأثرية ، بطريقة ما ، تراكبات الزمان والمكان. فيما يتعلق بالأخير ، من الواضح أن فترة استخدام الحرم الخارجي قد تمت من أواخر القرن السابع تقريبًا إلى مرحلة ما قبل الإمبراطورية الرومانية. تشكلت العصور الرئيسية لعمارة الحرم في خلفية الأحداث الضخمة في تاريخ القورينا (المدينة الأم). خلال مراحل الحرم الأربعة (انظر النمط المعماري أعلاه) خضعت لتغييرات داخلية كبيرة ، لكنها ظلت بشكل مميز منطقة تلال خارج أسوار تضم مجموعة متنوعة من المنشآت الثقافية المستقلة (؟). تتضمن التنازلات الرئيسية لإعدادها شديد الانحدار تنظيم سفح التل المنحدر إلى سلسلة من مناطق المدرجات التي يتم تنظيمها (بمرور الوقت) في ثلاث مناطق معمارية محددة بشكل منفصل: المحميات العليا والوسطى والسفلى.

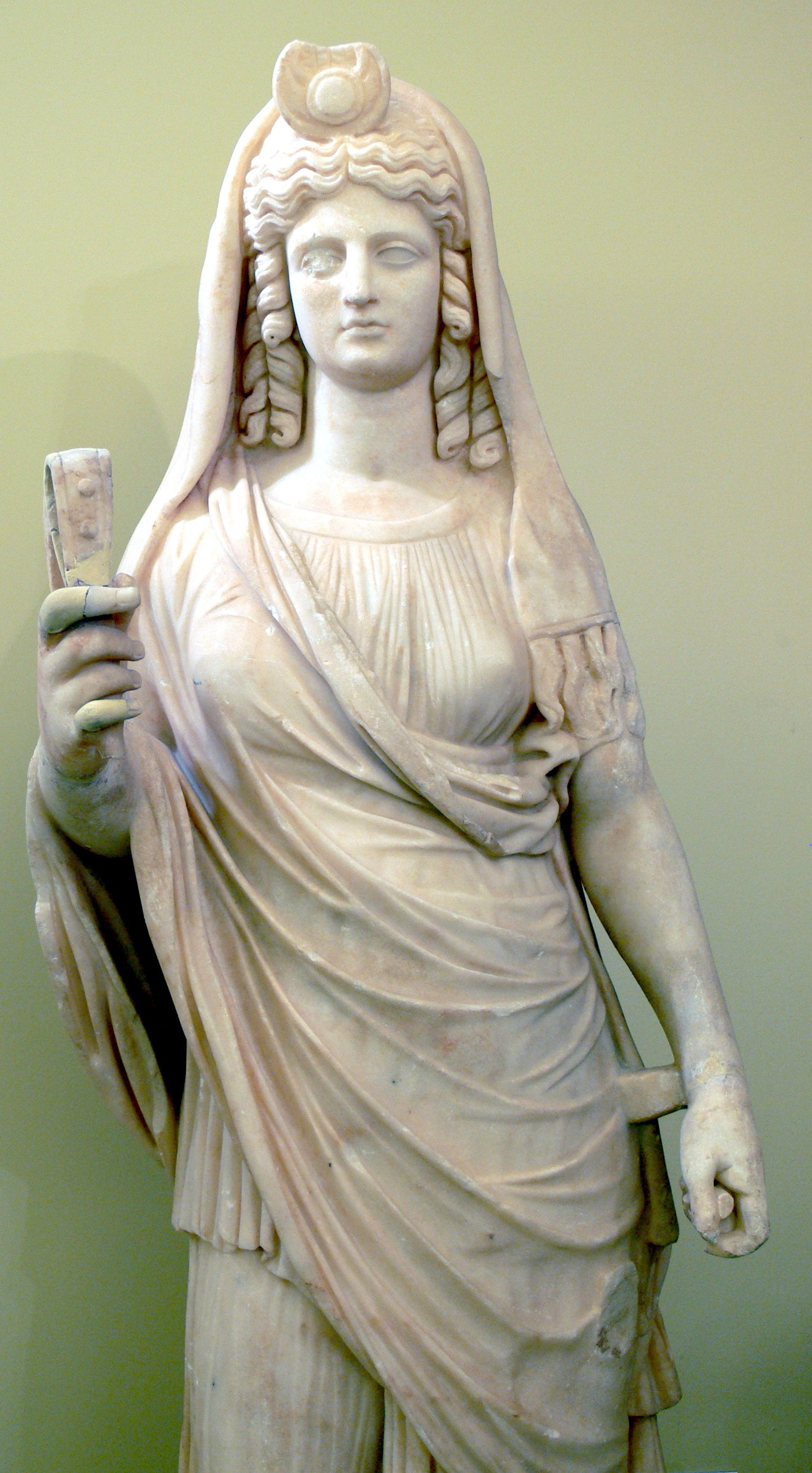
صورة لإيزيس بيرسيفوني

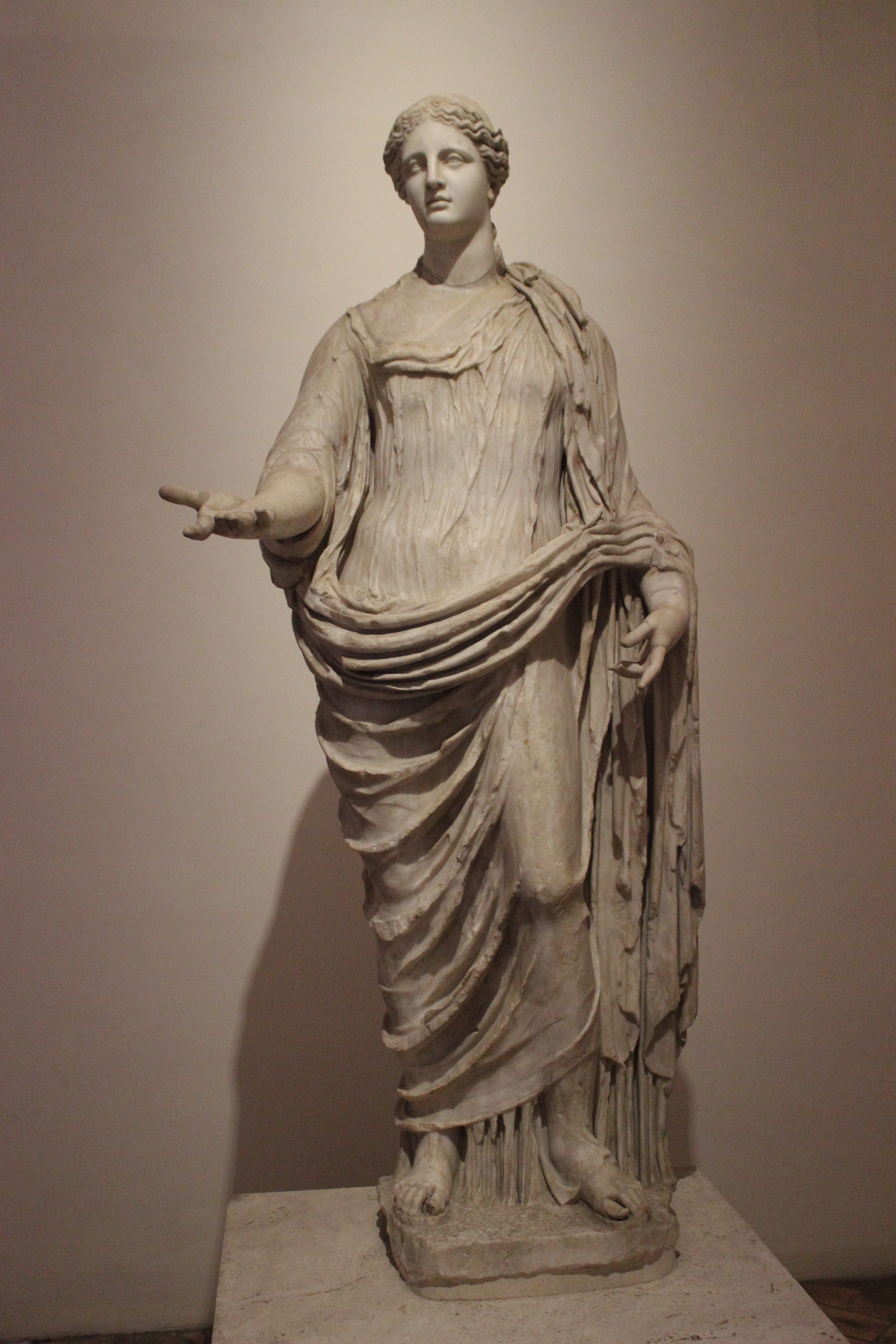
صورة لمنحوتة على شكل التيمبس ديميتر

توجد أدلة معمارية كافية من أواخر فترة البطياد لتمكين المرء من التأكيد بثقة على وجود محمية عليا ومحمية وسطى. على الرغم من أن هوية المباني الكلاسيكية للحرم الأعلى تظل غامضة في معظمها حتى وقت متأخر من الفترة الهلنستية ، إلا أن الأدلة الواقعية على النشاط الطقفي على هذا المستوى جيدة للغاية. لم يحدث توسع الحرم شمالًا أو أسفل منحدر الوادي إلى مستوى الحرم السفلي حتى الفترة الإمبراطورية المبكرة عندما اتخذ كل من مستوي الحرم العلوي والسفلي السمات المعمارية لما بقي من الآن فصاعدًا تخطيطاتهم المميزة حتى زلزال 262 إعلان. يبدو أن معظم الحجر الجيري المعماري في الموقع والرخام المتناثرة في جميع أنحاء مستويات الزلزال عبر الحرم الأوسط قد نشأ مع إضافات الفترة الإمبراطورية للحرم العلوي. هذه الإضافات هي التي تزود معظم الآثار القابلة للترميم في الحرم. علاوة على ذلك ، على الرغم من أن معظم الأدلة الباقية على نشاط البناء حتى نهاية الفترة الهلنستية تتعلق بالملاذ الأوسط ، في السنوات التي سبقت تدمير الزلزال في الحرم في القرنين الثالث والرابع ، تم تنفيذ القليل من المساعي المعمارية الجديدة في معظم أنحاء في كاليفورنيا. 1900 م 2 الداخلية. وبدلاً من ذلك ، فإن ما يحدث هو البناء الجديد بشكل رئيسي على مستوى الملجأ الأعلى. إجمالاً ، فإن محمية ديميتر وبيرسيفوني هي توسع مادي يغطي ما يقرب من ستمائة عام من احتلال أراضيها العليا والوسطى. 